# Ted Wass

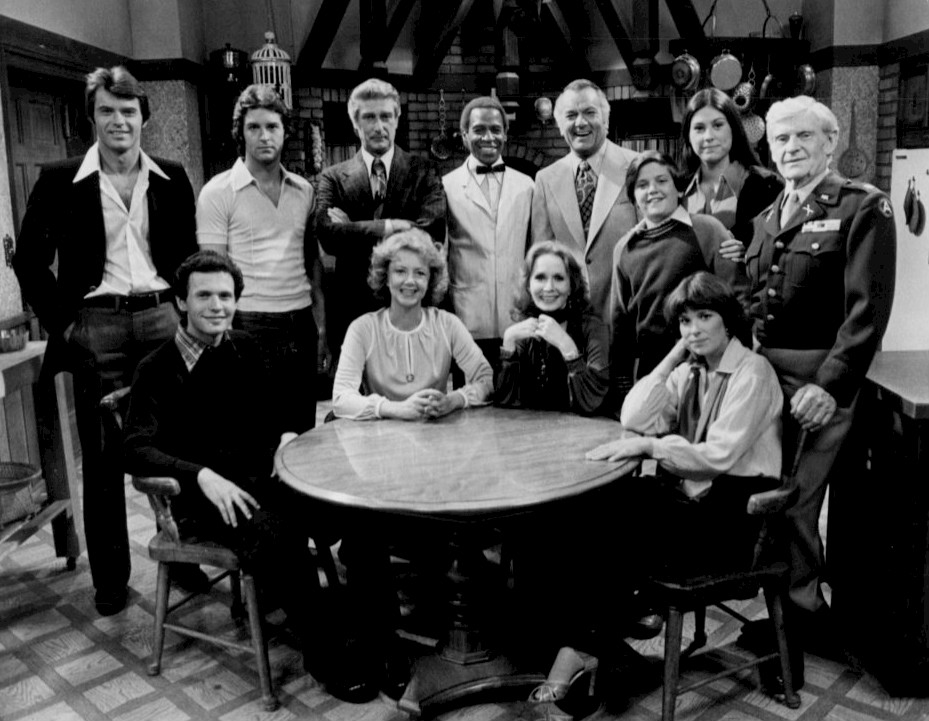
Elenco de Soap (1977). Fila de atrás, LR: Robert Urich, Ted Wass, Richard Mulligan, Robert Guillaume, Robert Mandan, Jimmy Baio, Diana Canova, Arthur Peterson Jr. Sentados: Billy Crystal, Cathryn Damon, Katherine Helmond, Jennifer Salt.

Edward Wass (27 de octubre de 1952) es un exactor y director de televisión estadounidense. Es mejor conocido por sus papeles de Danny Dallas en la serie Soap (1977-1981) y de Nick Russo en la comedia Blossom (1991-1995). Al finalizar la serie Blossom en 1995, Wass se retiró de la actuación y se centró únicamente en dirigir series de televisión episódicas, como Spin City, The Big Bang Theory, Less than Perfect y 2 Broke Girls. Wass volvió a actuar cuando se reunió con Mayim Bialik y volvió a interpretar a su padre en Call Me Kat de Bialik en 2022. 

## Temprana edad y educación
Wass nació en Lakewood, Ohio. Se crio en Glen Ellyn, Illinois y se graduó de Glenbard West High School en 1970. Asistió a la Goodman School of Drama en la Escuela del Instituto de Arte de Chicago (ahora en la Universidad DePaul). 
Wass se formó como cantante de ópera y también estuvo involucrado en el rock and roll como cantante y guitarrista. 

## Carrera

### Como actor
En 1976, Wass hizo su debut en Broadway en la producción original de Broadway de Grease, interpretando a Danny Zuko.
Hizo su debut televisivo como Danny Dallas en Soap de 1977 a 1981, filmando 101 episodios. Apareció en Broadway con su coprotagonista de Soap Diana Canova en They're Playing Our Song de Neil Simon.
Wass protagonizó La maldición de la pantera rosa (1983), una de las películas de la franquicia posteriores a Peter Sellers, como el sargento detective Clifton Sleigh, contratado por el jefe de policía Dreyfus para localizar al inspector Clouseau.
Interpretó al músico en apuros Bobby Shelton (que cambia su alma y su familia para convertirse en una desafortunada estrella de rock "Billy Wayne") en la película de comedia negra Oh, God! You Devil! (1984). Interpretó a un periodista deportivo atrapado en un asesinato en la película de Tarzán Sheena (1984).
En 1986, protagonizó la película para televisión Triplecross, dirigida por David Greene. Esto fue pensado como un piloto de televisión, pero la serie nunca fue retomada.
Su último papel como actor fue uno de los más destacados, interpretando al padre del personaje principal en Blossom (1991-1995), una comedia de situación sobre una adolescente con dos hermanos criados por su padre soltero.

### Como director
Wass comenzó a dirigir mientras actuaba en la comedia televisiva Blossom. Ha dirigido episodios de más de 40 series de televisión junto con muchas películas para televisión.

## Vida personal
La primera esposa de Wass fue la actriz Janet Margolin, que murió en diciembre de 1993 a los 50 años a causa de un cáncer de ovario. Sus dos hijos son Julián (compositor) y Matilda. Tiene dos nietos del matrimonio de Julian con la directora Jenee Lamarque. Su segunda y actual esposa es la productora Nina Feinberg Wass, con quien se casó en 1996. Tienen una hija llamada Estela.

## Filmografía como actor
| Año       | Título                                            | Role                    | Notas                                            |
| --------- | ------------------------------------------------- | ----------------------- | ------------------------------------------------ |
| 1977      | Family                                            | Sam Trask               | Episodio: "A Safe House"                         |
| 1977      | Handle with Care                                  | Cpl. Tillingham         | Television pilot                                 |
| 1977–1981 | Soap (TV series)                                  | Danny Dallas            | Reparto principal (77 episodios)                 |
| 1979      | The Triangle Factory Fire Scandal                 | Vinnie                  | Película de televisión                           |
| 1979      | The Thirteenth Day: The Story of Esther           | Simon                   | Especial de televisión                           |
| 1982      | I Was a Mail Order Bride                          | Robert Fitzgerald       | Película de televisión                           |
| 1983      | Baby Sister                                       | David Mitchell          | Película de televisión                           |
| 1983      | Curse of the Pink Panther                         | Sgt. Clifton Sleigh     | Largometraje                                     |
| 1984      | Sheena                                            | Vic Casey               | Largometraje                                     |
| 1984      | Oh, God! You Devil                                | Bobby Shelton           | Largometraje                                     |
| 1985      | Sins of the Father                                | Gregory Scott Murchison | Película de televisión                           |
| 1986      | The Longshot                                      | Stump                   | Largometraje                                     |
| 1986      | Triplecross                                       | Elliott Taffle          | Película de televisión                           |
| 1986      | The Canterville Ghost                             | Harry Canterville       | Película de televisión                           |
| 1986      | Sunday Drive                                      | Paul Sheridan           | Película de televisión (The Disney Sunday Movie) |
| 1987      | CBS Summer Playhouse                              | Mickey                  | Episodio: "Mickey and Nora"                      |
| 1988      | Shades of Love: Sunset Court                      | Dr. Jimmy Fielding      | Película de televisión                           |
| 1988      | Pancho Barnes                                     | Frank Clake             | Película de televisión                           |
| 1989      | Men (TV series)                                   | Dr. Steven Ratajkowski  | Reparto principal (6 episodios)                  |
| 1989      | Fine Gold                                         | Andre                   | Largometraje                                     |
| 1990      | Sparks: The Price of Passion                      | Steve Warner            | Película de televisión                           |
| 1991–1995 | Blossom (TV series)                               | Nick Russo              | Reparto principal (113 episodios)                |
| 1993      | Triumph Over Disaster: The Hurricane Andrew Story | Bryan Norcross          | Película de televisión                           |
| 2022      | Call Me Kat                                       | Kat's father            | Invitado (2 episodios)                           |

## Filmografía como director
| Año       | Título                             | Tipo      | Notas        |
| --------- | ---------------------------------- | --------- | ------------ |
|           | Blossom                            | TV series | 18 episodios |
|           | Local Heroes                       | TV series |              |
|           | Coach                              | TV series | 1 episodio   |
|           | Mr. Rhodes                         | TV series | 6 episodios  |
|           | The Jeff Foxworthy Show            | TV series | 13 episodios |
|           | Jenny                              | TV series | 1 episodio   |
|           | Smart Guy                          | TV series | 5 episodios  |
|           | Soul Man                           | TV series |              |
|           | The Secret Lives of Men            | TV series |              |
|           | Costello                           | TV series | 1 episodio   |
| 1998–99   | Caroline in the City               | TV series | 17 episodios |
| 1999      | Two of a Kind                      | TV series | 1 episodio   |
|           | Oh, Grow Up                        | TV series |              |
|           | Norm                               | TV series | 1 episodio   |
|           | Stark Raving Mad                   | TV series |              |
|           | Then Came You                      | TV series |              |
|           | Two Guys, a Girl and a Pizza Place | TV series |              |
|           | My Wife and Kids                   | TV series |              |
| 2000–2002 | Spin City                          | TV series | 45 episodios |
|           | My Adventures in Television        | TV series |              |
|           | Regular Joe                        | TV series |              |
|           | Married to the Kellys              | TV series |              |
|           | I'm with Her                       | TV series |              |
| 2002–2006 | Less than Perfect                  | TV series |              |
| 2006      | Crumbs                             | TV series | 10 episodios |
| 2006      | The Game                           | TV series | 2 episodios  |
| 2006      | 'Til Death                         | TV series |              |
| 2007–2013 | Rules of Engagement                | TV series | 45 episodios |
| 2007      | The Big Bang Theory                | TV series | 1 episodio   |
| 2007      | Two and a Half Men                 | TV series | 7 episodios  |
|           | Gary Unmarried                     | TV series |              |
| 2007–2008 | Everybody Hates Chris              | TV series |              |
| 2009      | Scrubs                             | TV series | 1 episodio   |
| 2009      | Ruby &amp; The Rockits             | TV series |              |
| 2009      | Brothers                           | TV series |              |
| 2010      | Accidentally on Purpose            | TV series |              |
|           | $#*! My Dad Says                   | TV series |              |
| 2010      | Melissa & Joey                     | TV series | 9 episodios  |
| 2011      | State of Georgia                   | TV series | 5 episodios  |
| 2011–12   | 2 Broke Girls                      | TV series | 9 episodios  |
| 2012      | Sullivan &amp; Son                 | TV series | 3 episodios  |
| 2013      | Dads                               | TV series | 2 episodios  |
| 2014      | Undateable                         | TV series | 2 episodios  |
| 2013–14   | Last Man Standing                  | TV series |              |
| 2014–2015 | Mom                                | TV series | 16 episodios |
| 2015      | Cristela                           | TV series |              |
| 2015      | Truth Be Told                      | TV series |              |
| 2016      | The Odd Couple                     | TV series | 2 episodios  |